# Sukaresmi (Cikarang Selatan)
Sukaresmi is een bestuurslaag in het regentschap Bekasi van de provincie West-Java, Indonesië. Sukaresmi telt 23.712 inwoners (volkstelling 2010).